# 新疆生产建设兵团第四师六十一团
新疆生产建设兵团第四师六十一团是中华人民共和国新疆生产建设兵团第四师下辖的一个团。

## 行政区划
新疆生产建设兵团第四师六十一团下辖以下单位：
团部、一连、二连、三连、四连、五连、六连、七连、八连、九连、十连、园林一连、园林二连、园林三连、园林四连、园林五连和水管所生活区。

## 历史
- 1977年伊犁农垦局六十一团场礼堂火灾